# Chiesa di Santa Maria Assunta (Lungavilla)
La chiesa di Santa Maria Assunta è la parrocchiale di Lungavilla, in provincia di Pavia e diocesi di Tortona; fa parte del vicariato Padano.

## Storia
L'esistenza di una chiesa parrocchiale a Lungavilla è attestata a partire dal XVI secolo. A quel periodo risale pure la prima ricostruzione della chiesa di cui abbiamo notizia. L'edificio venne, nei secoli successivi, restaurato ed ingrandito varie volte; l'ampliamento più recente risale al 1947-48. La chiesa passò nel 1805 dalla diocesi di Piacenza, alla quale apparteneva da secoli, alla diocesi di Casale Monferrato, per poi essere aggregata nel 1817 alla diocesi di Tortona. Da alcuni documenti del XIX secolo s'apprende che, allora, la parrocchia di Lungavilla era compresa nel vicariato di Casteggio; per un breve periodo del XX secolo rimase aggregata al vicariato di Bressana - oggi soppresso -, mentre, attualmente, fa parte del vicariato Padano.

## Interno
Opere di pregio conservate all'interno della chiesa sono una tela dell'Assunzione di Maria in Cielo, forse dipinta da Giulio Cesare Procaccini, la Via Crucis del 1806, degli affreschi raffiguranti i Santi Luigi Gonzaga, Giovanni Bosco, Teresa d'Avila e Maria Goretti, l'altare maggiore, in marmi policromi, gli altari laterali di San Giuseppe e del Sacro Cuore e la statua di Sant'Antonio.